# Bo Wärff
Bo Karl Adolf Wärff, född 15 mars 1925 i Kungälv, död 17 augusti 2024, var en svensk skådespelare. Han gick på Stadsteatern Norrköping-Linköpings elevskola 1948–1951.

## Filmografi
- 1946 – Rötägg
- 1950 – Min syster och jag
- 1950 – Två trappor över gården
- 1951 – Tull-Bom

## Teater

### Roller (ej komplett)
| År   | Roll | Produktion                                | Regi                | Teater                           |
| ---- | ---- | ----------------------------------------- | ------------------- | -------------------------------- |
| 1948 |      | Kära Ruth! Norman Krasna                  | Johan Falck         | Norrköping-Linköping stadsteater |
| 1948 |      | En midsommarnattsdröm William Shakespeare | Stig Roland         | Norrköping-Linköping stadsteater |
| 1949 |      | Clownen Beppo Else Fisher                 |                     | Norrköping-Linköping stadsteater |
| 1949 |      | Cæsar och Cleopatra George Bernard Shaw   | Johan Falck         | Norrköping-Linköping stadsteater |
| 1949 |      | Radiobragden Charlotte B Chorpenning      | Pär-Edward Wahlgren | Norrköping-Linköping stadsteater |
| 1950 |      | Utanför dörren Wolfgang Borchert          | Johan Falck         | Norrköping-Linköping stadsteater |
| 1950 |      | Tripp, Trapp, Troll Josef Halfen          | Pär-Edward Wahlgren | Norrköping-Linköping stadsteater |
| 1950 |      | Den respektfulla skökan Jean-Paul Sartre  | Pär-Edward Wahlgren | Norrköping-Linköping stadsteater |
| 1950 |      | Äventyr på Angantyr Sune Bergström        | Pär-Edward Wahlgren | Norrköping-Linköping stadsteater |
| 1950 |      | Hamlet William Shakespeare                | Johan Falck         | Norrköping-Linköping stadsteater |
| 1951 |      | Det gäller miljonen Roger MacDougall      | Gerda Wrede         | Norrköping-Linköping stadsteater |
| 1951 |      | Sällskapsresan Leck Fischer               | Thore Wallengren    | Norrköping-Linköping stadsteater |